# La Coma (Ribera de Urgellet)
La Coma es una entidad de población española del municipio de Ribera de Urgellet, perteneciente a la provincia de Lérida, en la comunidad autónoma de Cataluña.

## Toponimia
El nombre del lugar puede encontrarse mencionado con las variantes Coma de Navines y La Coma.

## Historia
A mediados del siglo XIX, el lugar, por entonces perteneciente a Navines, tenía contabilizadas 4 casas. Aparece descrito en el sexto volumen del Diccionario geográfico-estadístico-histórico de España y sus posesiones de Ultramar de Pascual Madoz de la siguiente manera:

COMA DE NAVINES: ald. agregada al ayunt. de Navines (1/2 leg.), en la prov. de Lérida, part. jud. y dióc. de Seo de Urgel: se halla sit. mas arriba del riach. llamado de Navines, en una pendiente y una leg. dist. del Segre á su márg. izq.: le combaten los vientos de N. y O., y el cima frio es saludable. Tiene 4 casas y tanto en lo civil como en lo económico y ecl. depende de su ayunt., cuyos vec. se surten para su consumo de las fuentes de buena calidad que tienen en el térm. Este se halla enclavado en el de Navines, y su terreno es áspero y de mala calidad: atravesando por él los caminos que dirigen á Seo de urgel y Arfa, en mal estado: el correo lo reciben del primero de estos dos puntos, por cuenta de los interesados. prod.: trigo, patatas y legumbres; se cria ganado lanar y cabrío y hay caza de conejos, perdices y liebres. pobl., riqueza y contr. con Navines, cab. del ayuntamiento (V.)
(Madoz, 1847, p. 546)

En 2023 la entidad singular de población de La Coma, perteneciente al municipio de Ribera de Urgellet, tenía empadronados 3 habitantes.